# Медаль Марии Дикин
Медаль Марии Дикин (англ. Dickin Medal) — высшая воинская награда Великобритании для животных, учреждённая в 1943 году основательницей благотворительной организации помощи животным PDSA Марией Дикин.
Медаль сделана из бронзы и изображает лавровый венок с надписями «За храбрость» (англ. For Gallantry) и «Мы тоже служим» (англ. We Also Serve). Орденская лента состоит из трёх вертикальных полос — зелёной, тёмно-коричневой и бледно-голубой. Награду вручает лорд-мэр Лондона; она присуждается животным, которые проявили «выдающуюся храбрость и преданность долгу во время службы в любом роде войск или гражданских служб спасения». Медаль часто называют «крестом Виктории» для животных, хотя комитет по награждению крестом Виктории выступает против такого сравнения.
С 1943 по 1949 годы медаль была вручена 54 раза — тридцати двум голубям, восемнадцати собакам, трём лошадям и корабельному коту Саймону; награждены были животные, проявившие храбрость или преданность при служении людям во время Второй мировой войны.
Награждение было возобновлено в 2000 году: ньюфаундленд Гандер был награждён посмертно за спасение пехотинцев во время Гонконгской обороны в 1941 году. Ещё четырнадцать животных были награждены в период с 2002 по 2016 год. В начале 2002 года медаль была вручена сразу трём собакам за их роль в поисково-спасательных операциях после терактов в Нью-Йорке и Вашингтоне 11 сентября 2001 года; двое из награждённых, Солти и Розелль, не имели отношения к каким-либо спасательным службам, а являлись собаками-поводырями. В 2003 году были награждены две собаки, Сэм (посмертно) и Бастер, служившие в войсках Содружества наций в Боснии и Герцеговине и Ираке соответственно.
В декабре 2007 года 12 награждённых медалью животных — Антис, Эндал, Бьюти, Ирма, Мэри из Эксетера, Питер, Панч, Рекс, Рикки, Рип, Саймон, Тич и Тайк — были перезахоронены на кладбище животных в Илфорде, основанном благотворительной организации помощи животным PDSA. Перезахоронение происходило со всеми воинскими почестями после завершения действия проекта Британской национальной лотереи по восстановлению кладбища.
По состоянию на сентябрь 2017 года медаль была вручена 68 раз; последней была награждена посмертно бельгийская овчарка Дизель, погибшая во время исполнения обязанностей в ходе спецоперации по поиску и ликвидации исламских террористов, устроивших теракты в Париже 13 ноября 2015 года.

## Список награждённых
| Кличка годы жизни                               | Изображение | Вид порода                          | Дата награждения | Место службы                                                                  | Причина награждения |
| ----------------------------------------------- | ----------- | ----------------------------------- | ---------------- | ----------------------------------------------------------------------------- | --- |
| Белое видение SURP.41.L.3089 (fl. 1943)         |             | голубь                              | 2 декабря 1943   | Национальная голубиная служба для Королевских ВВС Великобритании              | «За доставку сообщения в исключительно сложных условиях, что способствовало спасению лётного экипажа в октябре 1943 года». |
| Винки NEHU.40.NS.1 (fl. 1942)                   |             | голубь                              | 2 декабря 1943   | Национальная голубиная служба для Королевских ВВС Великобритании              | «За доставку сообщения в исключительно сложных условиях, что способствовало спасению лётного экипажа в феврале 1942 года». |
| Тайк (Джордж) 1263 MEPS 43 (fl. 1943)           |             | голубь                              | 2 декабря 1943   | Национальная голубиная служба для Королевских ВВС Великобритании              | «За доставку сообщения в исключительно сложных условиях, что способствовало спасению лётного экипажа в феврале 1942 года в Средиземноморье». |
| Beach Comber NPS.41.NS.4230 (fl. 1942)          |             | голубь                              | 6 марта 1944     | Национальная голубиная служба для армии Канады                                | «За доставку в опасных условиях первых новостей о высадке в Дьепе в сентябре 1942 года». |
| Боб (fl. 1944)                                  |             | собака дворняжка                    | 24 марта 1944    | 6-й королевский западно-кентский полк                                         | «За постоянную преданность делу с особым упоминанием о патрульной работе в Грин-Хилл, Северная Африка». |
| Густав NPS.42.31066 (fl. 1944)                  |             | голубь                              | 1 сентября 1944  | Национальная голубиная служба для Королевских ВВС Великобритании              | «За доставку первых новостей с Нормандского побережья 6 июня 1944 года». |
| Пэдди NPS.43.9451 (fl. 1944)                    |             | голубь                              | 1 сентября 1944  | Национальная голубиная служба для Королевских ВВС Великобритании              | «За самую быструю доставку новостей с Нормандского побережья в июне 1944 года». |
| Бьюти (1939—1950)                               |             | собака жесткошёрстный фокстерьер    | 12 января 1945   | Спасательный отряд PDSA                                                       | «Первой собаке, помогавшей в поисках под обвалами жертв воздушных налётов». |
| Джет (1942—1949)                                |             | собака немецкая овчарка             | 12 января 1945   | Отряд гражданской обороны Лондона                                             | «За обнаружение многих жертв авианалета „Блиц“». |
| Ирма (fl. 1940—1941)                            |             | собака немецкая овчарка             | 12 января 1945   | Отряд гражданской обороны Лондона                                             | «За обнаружение многих жертв авианалета „Блиц“». |
| Роб (1939—1952)                                 |             | собака колли                        | 22 января 1945   | Особая воздушная служба                                                       | «Принимал участие в высадке во время Северо-Африканской кампании вместе с пехотой и позже служил в Особой воздушной службе в Италии, где патрулировал и охранял небольшие отряды, располагавшиеся близ вражеской территории. Его присутствие спасло многих солдат от обнаружения и последующего захвата или уничтожения. Роб совершил более 20 парашютных прыжков». |
| Рип (до 1940—1946)                              |             | собака дворняжка                    | 1945             | Отряд гражданской обороны Поплара, Лондон                                     | «За обнаружение многих жертв авианалета „Блиц“ в 1940 году». |
| Кенли Ласс NURP.36.JH.190 (fl. 1940)            |             | голубь                              | март 1945        | Национальная голубиная служба                                                 | «За первую успешную доставку секретных сообщений от агента, находящегося на территории оккупированной врагом Франции в октябре 1940 года». |
| Неви Блю NPS.41.NS.2862 (fl. 1944)              |             | голубь                              | март 1945        | Национальная голубиная служба для Королевских ВВС Великобритании              | «За доставку важного послания от диверсионной группы на западном побережье Франции, несмотря на травму в июне 1944 года». |
| Летучий Голландец NPS.42.NS.44802 (fl. 1944)    |             | голубь                              | март 1945        | Национальная голубиная служба для Королевских ВВС Великобритании              | «За успешную доставку сообщений от агентов в Голландии. Пропал без вести во время четвёртой миссии в 1944 году». |
| Датч Кост NURP.41. A.2164 (fl. 1942)            |             | голубь                              | март 1945        | Национальная голубиная служба для Королевских ВВС Великобритании              | «За доставку SOS-сообщения от экипажа, совершившего вынужденную посадку вблизи позиции, в неблагоприятных условиях на расстояние 288 километров за 7,5 часов в апреле 1942 году». |
| Коммандо NURP.38.EGU.242 (до 1939 — после 1945) |             | голубь                              | март 1945        | Национальная голубиная служба                                                 | «За успешную доставку сообщений от агентов, находящихся на территории оккупированной Франции трижды; дважды при исключительно неблагоприятных условиях в 1942 году». |
| Роял Блю NURP.40.GVIS.453 (fl. 1940)            |             | голубь                              | март 1945        | Национальная голубиная служба для Королевских ВВС Великобритании              | «За то, что стал первым голубем в этой войне, который доставил сообщение с самолёта, совершившего вынужденную посадку в октябре 1940 года». |
| Торн                                            |             | собака немецкая овчарка             | 2 марта 1945     | Отряд гражданской обороны                                                     | «За обнаружение в горящем здании жертв авианалета, несмотря на густой дым». |
| Рифлмен Хан (до 1942 — после 1945)              |             | собака немецкая овчарка             | 27 марта 1945    | 6-й камеронский батальон                                                      | «За спасение тонущего лейтенанта/капрала Мулдуна под вражеским огнём во время штурма Валхерена в ноябре 1944 года». |
| Рекс                                            |             | собака немецкая овчарка             | апрель 1945      | Отряд гражданской обороны                                                     | «За выдающуюся работу по поиску жертв в горящих зданиях. Не боясь тлеющих обломков, густого дыма, сильного жара и воды из брандспойтов, эта собака показала необычайный интеллект и сильную решимость в его усилиях выполнить любое задание». |
| Рурский экспресс NPS.43.29018 (fl. 1945)        |             | голубь                              | май 1945         | Национальная голубиная служба для Королевских ВВС Великобритании              | «За быструю доставку важного сообщения о Рурской операции в апреле 1945 года». |
| All Alone NURP.39.SDS.39 (fl. 1943)             |             | голубь                              | февраль 1946     | Национальная голубиная служба для Королевских ВВС Великобритании              | «За доставку важного сообщения за один день на расстояние 400 миль во время службы НГС в августе 1943 года». |
| Антис (1939—1953)                               |             | собака немецкая овчарка             | 28 января 1949   | ВВС Франции; 311-я чехословацкая эскадрилья Королевских ВВС Великобритании    | «Во время возвращения в Чехословакию после войны, он существенно помог своему хозяину перебраться через границу, когда после смерти Яна Масарика тому пришлось бежать от коммунистов». |
| Аполло (1992—2006)                              |             | собака немецкая овчарка             | 5 марта 2002     | Подразделение K9 департамента полиции Нью-Йорка                               | «За неустанное мужество на службе человечеству во время поисково-спасательных операций в Нью-Йорке и Вашингтоне после терактов 11 сентября 2001 года». |
| Билли NU.41.HQ.4373 (fl. 1942)                  |             | голубь                              | август 1945      | Национальная голубиная служба для королевских ВВС Великобритании              | «За доставку сообщения с совершившего вынужденную посадку бомбардировщика в исключительно плохих погодных условиях во время службы с РАФ в 1942 году». |
| Бинг (Брайан) (1942—1955)                       |             | собака немецкая овчарка             | 29 марта 1947    | 13-й батальон 6-й воздушно-десантной дивизии парашютного полка Великобритании | «За высадку в Нормандии и совершение необходимого количества прыжков для становления квалифицированным десантником». |
| Broad Arrow 41.BA.2793 (fl. 1942)               |             | голубь                              | октябрь 1945     | Специальный отдел национальной голубиной службы                               | «За доставку важных сообщений с оккупированных территории трижды: в мае, июне и августе 1943 года». |
| Сержант Реклесс                                 |             | лошадь                              | 1953             | Корея                                                                         | «За доставку важных грузов под огнём противника». |
| Бастер (р. 1998)                                |             | собака английский спрингер-спаниель | 9 сентября 2003  | Полк герцога Веллингтона королевского армейского ветеринарного корпуса        | «За выдающееся мужество, проявленное в марте 2003 года во время службы в Южном Ираке. Будучи собакой, натасканной на поиск оружия и взрывчатки, Бастер помог определить расположение арсенала противника, спрятанного за ложной стеной в собственности, связанной с экстремистской группой. Таким образом Бастер спас жизни военных и мирных жителей».              |